# Glyceria gatineauensis
Glyceria gatineauensis là một loài thực vật có hoa trong họ Hòa thảo. Loài này được Bowden mô tả khoa học đầu tiên năm 1960.